# EPrix van Londen 2023
De ePrix van Londen 2023 werd gehouden over twee races op 29 en 30 juli op het ExCeL London Circuit. Dit waren de vijftiende en zestiende races van het negende Formule E-seizoen. Deze races vormden de seizoensafsluiter.
De eerste race werd gewonnen door Jaguar-coureur Mitch Evans, die zijn vierde zege van het seizoen behaalde. Hij kwalificeerde zich vanaf pole position, maar kreeg een gridstraf vanwege het veroorzaken van een ongeluk in de vorige race in Rome en moest daardoor als zesde starten. Andretti-coureur Jake Dennis werd tweede, waardoor hij zijn eerste wereldtitel in de Formule E veilig stelde. Sébastien Buemi werd voor Envision derde. In de slotfase werd de race twee keer stilgelegd vanwege ongelukken en bijbehorende reparaties van de circuitomheiningen.
De tweede race werd gewonnen door Envision-coureur Nick Cassidy, die eveneens vanaf pole position voor de vierde keer in het seizoen wist te winnen. Mitch Evans werd tweede, terwijl Jake Dennis als derde eindigde. De race lag in de beginfase meer dan een uur stil vanwege zware regenval.

## Race 1

### Kwalificatie

#### Groepsfase
De top vier uit iedere groep kwalificeerde zich voor de knockoutfase.
Groep A
| Pos | No | Coureur                | Team             | Tijd     |
| --- | -- | ---------------------- | ---------------- | -------- |
| 1   | 27 | Jake Dennis            | Andretti-Porsche | 1:10.873 |
| 2   | 9  | Mitch Evans            | Jaguar           | 1:10.903 |
| 3   | 1  | Stoffel Vandoorne      | DS               | 1:10.965 |
| 4   | 58 | René Rast              | McLaren-Nissan   | 1:10.984 |
| 5   | 10 | Sam Bird               | Jaguar           | 1:11.078 |
| 6   | 48 | Edoardo Mortara        | Maserati         | 1:11.161 |
| 7   | 25 | Jean-Éric Vergne       | DS               | 1:11.275 |
| 8   | 36 | André Lotterer         | Andretti-Porsche | 1:11.333 |
| 9   | 13 | António Félix da Costa | Porsche          | 1:11.403 |
| 10  | 3  | Sérgio Sette Câmara    | NIO              | 1:11.414 |
| 11  | 4  | Robin Frijns           | Abt-Mahindra     | 1:11.613 |

Groep B
| Pos | No | Coureur            | Team            | Tijd     |
| --- | -- | ------------------ | --------------- | -------- |
| 1   | 37 | Nick Cassidy       | Envision-Jaguar | 1:10.721 |
| 2   | 16 | Sébastien Buemi    | Envision-Jaguar | 1:10.883 |
| 3   | 33 | Dan Ticktum        | NIO             | 1:11.093 |
| 4   | 94 | Pascal Wehrlein    | Porsche         | 1:11.148 |
| 5   | 17 | Norman Nato        | Nissan          | 1:11.262 |
| 6   | 51 | Nico Müller        | Abt-Mahindra    | 1:11.299 |
| 7   | 7  | Maximilian Günther | Maserati        | 1:11.305 |
| 8   | 23 | Sacha Fenestraz    | Nissan          | 1:11.343 |
| 9   | 5  | Jake Hughes        | McLaren-Nissan  | 1:11.405 |
| 10  | 11 | Lucas di Grassi    | Mahindra        | 1:11.823 |
| 11  | 8  | Roberto Merhi      | Mahindra        | 1:12.205 |

#### Knockoutfase
De combinatie letter/cijfer staat voor de groep waarin de betreffende coureur uitkwam en de positie die hij in deze groep behaalde.
|  | Kwartfinale       | Kwartfinale  |                 |          | Halve finale | Halve finale |  |  | Finale | Finale |
|  |                   |              |                 |          |              |              |  |  |        |        |
|  |                   |              |                 |          |              |              |  |  |        |        |
|  | A3-A2             |              |                 |          |              |              |  |  |        |        |
|  |                   |              |                 |          |              |              |  |  |        |        |
|  | Stoffel Vandoorne | 1:11.071     |                 |          |              |              |  |  |        |        |
|  | Stoffel Vandoorne | 1:11.071     | K1-K2           |          |              |              |  |  |        |        |
|  | Mitch Evans       | 1:10.463     |                 |          |              |              |  |  |        |        |
|  | Mitch Evans       | 1:10.463     | Mitch Evans     | 1:10.430 |              |              |  |  |        |        |
|  | A4-A1             |              | Mitch Evans     | 1:10.430 |              |              |  |  |        |        |
|  |                   | Jake Dennis  | 1:10.806        |          |              |              |  |  |        |        |
|  | René Rast         | Jake Dennis  | 1:10.806        | 1:10.893 |              |              |  |  |        |        |
|  | René Rast         |              | H1-H2           | 1:10.893 |              |              |  |  |        |        |
|  | Jake Dennis       | 1:10.497     |                 |          |              |              |  |  |        |        |
|  | Jake Dennis       | 1:10.497     | Mitch Evans     | 1:10.578 |              |              |  |  |        |        |
|  | B3-B2             |              | Mitch Evans     | 1:10.578 |              |              |  |  |        |        |
|  |                   | Nick Cassidy | 1:10.604        |          |              |              |  |  |        |        |
|  | Dan Ticktum       | Nick Cassidy | 1:10.604        | 1:10.627 |              |              |  |  |        |        |
|  | Dan Ticktum       | K3-K4        |                 | 1:10.627 |              |              |  |  |        |        |
|  | Sébastien Buemi   | 1:10.404     |                 |          |              |              |  |  |        |        |
|  | Sébastien Buemi   | 1:10.404     | Sébastien Buemi | 1:16.765 |              |              |  |  |        |        |
|  | B4-B1             |              | Sébastien Buemi | 1:16.765 |              |              |  |  |        |        |
|  |                   | Nick Cassidy | 1:10.662        |          |              |              |  |  |        |        |
|  | Pascal Wehrlein   | Nick Cassidy | 1:10.662        | 1:11.057 |              |              |  |  |        |        |
|  | Pascal Wehrlein   |              |                 | 1:11.057 |              |              |  |  |        |        |
|  | Nick Cassidy      | 1:10.613     |                 |          |              |              |  |  |        |        |
|  | Nick Cassidy      | 1:10.613     |                 |          |              |              |  |  |        |        |

#### Startopstelling
| Pos | No | Coureur                | Team             |
| --- | -- | ---------------------- | ---------------- |
| 1   | 37 | Nick Cassidy           | Envision-Jaguar  |
| 2   | 27 | Jake Dennis            | Andretti-Porsche |
| 3   | 16 | Sébastien Buemi        | Envision-Jaguar  |
| 4   | 33 | Dan Ticktum            | NIO              |
| 5   | 58 | René Rast              | McLaren-Nissan   |
| 6   | 9  | Mitch Evans            | Jaguar           |
| 7   | 94 | Pascal Wehrlein        | Porsche          |
| 8   | 1  | Stoffel Vandoorne      | DS               |
| 9   | 10 | Sam Bird               | Jaguar           |
| 10  | 17 | Norman Nato            | Nissan           |
| 11  | 48 | Edoardo Mortara        | Maserati         |
| 12  | 51 | Nico Müller            | Abt-Mahindra     |
| 13  | 25 | Jean-Éric Vergne       | DS               |
| 14  | 7  | Maximilian Günther     | Maserati         |
| 15  | 36 | André Lotterer         | Andretti-Porsche |
| 16  | 23 | Sacha Fenestraz        | Nissan           |
| 17  | 13 | António Félix da Costa | Porsche          |
| 18  | 5  | Jake Hughes            | McLaren-Nissan   |
| 19  | 3  | Sérgio Sette Câmara    | NIO              |
| 20  | 11 | Lucas di Grassi        | Mahindra         |
| 21  | 4  | Robin Frijns           | Abt-Mahindra     |
| 22  | 8  | Roberto Merhi          | Mahindra         |

### Race
| Pos | No | Coureur                | Team             | Rondes | Tijd/Oorzaak uitval | Grid | Punten |
| --- | -- | ---------------------- | ---------------- | ------ | ------------------- | ---- | ------ |
| 1   | 9  | Mitch Evans            | Jaguar           | 37     | 1:33:47.300         | 6    | 28     |
| 2   | 27 | Jake Dennis            | Andretti-Porsche | 37     | +1.116              | 2    | 18     |
| 3   | 16 | Sébastien Buemi        | Envision-Jaguar  | 37     | +1.668              | 3    | 15     |
| 4   | 10 | Sam Bird               | Jaguar           | 37     | +3.054              | 9    | 12     |
| 5   | 48 | Edoardo Mortara        | Maserati         | 37     | +4.263              | 11   | 10     |
| 6   | 11 | Lucas di Grassi        | Mahindra         | 37     | +4.769              | 20   | 8      |
| 7   | 33 | Dan Ticktum            | NIO              | 37     | +5.118              | 4    | 6      |
| 8   | 17 | Norman Nato            | Nissan           | 37     | +7.257              | 10   | 4      |
| 9   | 94 | Pascal Wehrlein        | Porsche          | 37     | +8.725              | 7    | 2      |
| 10  | 5  | Jake Hughes            | McLaren-Nissan   | 37     | +9.128              | 18   | 2      |
| 11  | 1  | Stoffel Vandoorne      | DS               | 37     | +10.231             | 8    |        |
| 12  | 7  | Maximilian Günther     | Maserati         | 37     | +10.568             | 12   |        |
| 13  | 36 | André Lotterer         | Andretti-Porsche | 37     | +11.094             | 15   |        |
| 14  | 58 | René Rast              | McLaren-Nissan   | 37     | +11.789             | 5    |        |
| 15  | 8  | Roberto Merhi          | Mahindra         | 37     | +23.472             | 22   |        |
| 16  | 13 | António Félix da Costa | Porsche          | 37     | +3:00.666           | 17   |        |
| DNF | 23 | Sacha Fenestraz        | Nissan           | 27     | Ongeluk             | 16   |        |
| DNF | 37 | Nick Cassidy           | Envision-Jaguar  | 22     | Schade ongeluk      | 1    |        |
| DNF | 51 | Nico Müller            | Abt-Mahindra     | 19     | Schade ongeluk      | 12   |        |
| DNF | 25 | Jean-Éric Vergne       | DS               | 9      | Uitgevallen         | 13   |        |
| DNF | 4  | Robin Frijns           | Abt-Mahindra     | 6      | Schade ongeluk      | 21   |        |
| DSQ | 3  | Sérgio Sette Câmara    | NIO              | 37     | Gediskwalificeerd   | 19   |        |

## Race 2

### Kwalificatie

#### Groepsfase
De top vier uit iedere groep kwalificeerde zich voor de knockoutfase.
Groep A
| Pos | No | Coureur             | Team             | Tijd     |
| --- | -- | ------------------- | ---------------- | -------- |
| 1   | 37 | Nick Cassidy        | Envision-Jaguar  | 1:10.521 |
| 2   | 27 | Jake Dennis         | Andretti-Porsche | 1:10.638 |
| 3   | 16 | Sébastien Buemi     | Envision-Jaguar  | 1:10.647 |
| 4   | 10 | Sam Bird            | Jaguar           | 1:10.689 |
| 5   | 33 | Dan Ticktum         | NIO              | 1:10.815 |
| 6   | 25 | Jean-Éric Vergne    | DS               | 1:10.819 |
| 7   | 58 | René Rast           | McLaren-Nissan   | 1:10.982 |
| 8   | 3  | Sérgio Sette Câmara | NIO              | 1:10.994 |
| 9   | 11 | Lucas di Grassi     | Mahindra         | 1:11.104 |
| 10  | 5  | Jake Hughes         | McLaren-Nissan   | 1:11.105 |
| 11  | 4  | Robin Frijns        | Abt-Mahindra     | 1:11.348 |

Groep B
| Pos | No | Coureur                | Team             | Tijd     |
| --- | -- | ---------------------- | ---------------- | -------- |
| 1   | 9  | Mitch Evans            | Jaguar           | 1:10.598 |
| 2   | 51 | Nico Müller            | Abt-Mahindra     | 1:10.871 |
| 3   | 17 | Norman Nato            | Nissan           | 1:10.954 |
| 4   | 1  | Stoffel Vandoorne      | DS               | 1:11.003 |
| 5   | 94 | Pascal Wehrlein        | Porsche          | 1:11.052 |
| 6   | 48 | Edoardo Mortara        | Maserati         | 1:11.078 |
| 7   | 36 | André Lotterer         | Andretti-Porsche | 1:11.093 |
| 8   | 7  | Maximilian Günther     | Maserati         | 1:11.346 |
| 9   | 23 | Sacha Fenestraz        | Nissan           | 1:11.347 |
| 10  | 13 | António Félix da Costa | Porsche          | 1:11.371 |
| 11  | 8  | Roberto Merhi          | Mahindra         | 1:11.791 |

#### Knockoutfase
De combinatie letter/cijfer staat voor de groep waarin de betreffende coureur uitkwam en de positie die hij in deze groep behaalde.
|  | Kwartfinale       | Kwartfinale  |              |          | Halve finale | Halve finale |  |  | Finale | Finale |
|  |                   |              |              |          |              |              |  |  |        |        |
|  |                   |              |              |          |              |              |  |  |        |        |
|  | A3-A2             |              |              |          |              |              |  |  |        |        |
|  |                   |              |              |          |              |              |  |  |        |        |
|  | Sébastien Buemi   | 1:10.604     |              |          |              |              |  |  |        |        |
|  | Sébastien Buemi   | 1:10.604     | K1-K2        |          |              |              |  |  |        |        |
|  | Jake Dennis       | 1:10.586     |              |          |              |              |  |  |        |        |
|  | Jake Dennis       | 1:10.586     | Jake Dennis  | 1:10.717 |              |              |  |  |        |        |
|  | A4-A1             |              | Jake Dennis  | 1:10.717 |              |              |  |  |        |        |
|  |                   | Nick Cassidy | 1:10.536     |          |              |              |  |  |        |        |
|  | Sam Bird          | Nick Cassidy | 1:10.536     | 1:10.519 |              |              |  |  |        |        |
|  | Sam Bird          |              | H1-H2        | 1:10.519 |              |              |  |  |        |        |
|  | Nick Cassidy      | 1:10.586     |              |          |              |              |  |  |        |        |
|  | Nick Cassidy      | 1:10.586     | Nick Cassidy | 1:10.092 |              |              |  |  |        |        |
|  | B3-B2             |              | Nick Cassidy | 1:10.092 |              |              |  |  |        |        |
|  |                   | Mitch Evans  | 1:10.102     |          |              |              |  |  |        |        |
|  | Norman Nato       | Mitch Evans  | 1:10.102     | 1:10.493 |              |              |  |  |        |        |
|  | Norman Nato       | K3-K4        |              | 1:10.493 |              |              |  |  |        |        |
|  | Nico Müller       | 1:10.758     |              |          |              |              |  |  |        |        |
|  | Nico Müller       | 1:10.758     | Norman Nato  | 1:10.514 |              |              |  |  |        |        |
|  | B4-B1             |              | Norman Nato  | 1:10.514 |              |              |  |  |        |        |
|  |                   | Mitch Evans  | 1:10.008     |          |              |              |  |  |        |        |
|  | Stoffel Vandoorne | Mitch Evans  | 1:10.008     | 1:10.376 |              |              |  |  |        |        |
|  | Stoffel Vandoorne |              |              | 1:10.376 |              |              |  |  |        |        |
|  | Mitch Evans       | 1:10.137     |              |          |              |              |  |  |        |        |
|  | Mitch Evans       | 1:10.137     |              |          |              |              |  |  |        |        |

#### Startopstelling
| Pos | No | Coureur                | Team             |
| --- | -- | ---------------------- | ---------------- |
| 1   | 37 | Nick Cassidy           | Envision-Jaguar  |
| 2   | 9  | Mitch Evans            | Jaguar           |
| 3   | 17 | Norman Nato            | Nissan           |
| 4   | 27 | Jake Dennis            | Andretti-Porsche |
| 5   | 1  | Stoffel Vandoorne      | DS               |
| 6   | 10 | Sam Bird               | Jaguar           |
| 7   | 16 | Sébastien Buemi        | Envision-Jaguar  |
| 8   | 51 | Nico Müller            | Abt-Mahindra     |
| 9   | 33 | Dan Ticktum            | NIO              |
| 10  | 94 | Pascal Wehrlein        | Porsche          |
| 11  | 25 | Jean-Éric Vergne       | DS               |
| 12  | 48 | Edoardo Mortara        | Maserati         |
| 13  | 58 | René Rast              | McLaren-Nissan   |
| 14  | 36 | André Lotterer         | Andretti-Porsche |
| 15  | 3  | Sérgio Sette Câmara    | NIO              |
| 16  | 7  | Maximilian Günther     | Maserati         |
| 17  | 11 | Lucas di Grassi        | Mahindra         |
| 18  | 23 | Sacha Fenestraz        | Nissan           |
| 19  | 5  | Jake Hughes            | McLaren-Nissan   |
| 20  | 13 | António Félix da Costa | Porsche          |
| 21  | 8  | Roberto Merhi          | Mahindra         |
| 22  | 4  | Robin Frijns           | Abt-Mahindra     |

### Race
| Pos | No | Coureur                | Team             | Rondes | Tijd/Oorzaak uitval | Grid | Punten |
| --- | -- | ---------------------- | ---------------- | ------ | ------------------- | ---- | ------ |
| 1   | 37 | Nick Cassidy           | Envision-Jaguar  | 38     | 2:13:56.532         | 1    | 28     |
| 2   | 9  | Mitch Evans            | Jaguar           | 38     | +4.934              | 2    | 18     |
| 3   | 27 | Jake Dennis            | Andretti-Porsche | 38     | +16.295             | 4    | 16     |
| 4   | 17 | Norman Nato            | Nissan           | 38     | +24.819             | 3    | 12     |
| 5   | 1  | Stoffel Vandoorne      | DS               | 38     | +26.290             | 5    | 10     |
| 6   | 16 | Sébastien Buemi        | Envision-Jaguar  | 38     | +27.406             | 7    | 8      |
| 7   | 10 | Sam Bird               | Jaguar           | 38     | +29.376             | 6    | 6      |
| 8   | 51 | Nico Müller            | Abt-Mahindra     | 38     | +30.304             | 8    | 4      |
| 9   | 33 | Dan Ticktum            | NIO              | 38     | +30.832             | 9    | 2      |
| 10  | 94 | Pascal Wehrlein        | Porsche          | 38     | +35.558             | 10   | 1      |
| 11  | 48 | Edoardo Mortara        | Maserati         | 38     | +36.615             | 12   |        |
| 12  | 58 | René Rast              | McLaren-Nissan   | 38     | +38.160             | 13   |        |
| 13  | 3  | Sérgio Sette Câmara    | NIO              | 38     | +40.295             | 15   |        |
| 14  | 7  | Maximilian Günther     | Maserati         | 38     | +51.140             | 16   |        |
| 15  | 23 | Sacha Fenestraz        | Nissan           | 38     | +51.918             | 18   |        |
| 16  | 13 | António Félix da Costa | Porsche          | 38     | +53.336             | 20   |        |
| 17  | 4  | Robin Frijns           | Abt-Mahindra     | 38     | +56.608             | 22   |        |
| 18  | 11 | Lucas di Grassi        | Mahindra         | 38     | +58.064             | 17   |        |
| 19  | 5  | Jake Hughes            | McLaren-Nissan   | 38     | +59.956             | 19   |        |
| 20  | 8  | Roberto Merhi          | Mahindra         | 38     | +1:02.506           | 21   |        |
| 21  | 36 | André Lotterer         | Andretti-Porsche | 38     | +1:02.890           | 14   |        |
| 22  | 25 | Jean-Éric Vergne       | DS               | 37     | +1 ronde            | 11   |        |

## Eindstanden wereldkampioenschap

### Coureurs
| Positie | No. | Rijder                 | Team             | Punten |
| ------- | --- | ---------------------- | ---------------- | ------ |
| 01      | 27  | Jake Dennis            | Andretti-Porsche | 229    |
| 02      | 37  | Nick Cassidy           | Envision-Jaguar  | 199    |
| 03      | 9   | Mitch Evans            | Jaguar           | 197    |
| 04      | 94  | Pascal Wehrlein        | Porsche          | 149    |
| 05      | 25  | Jean-Éric Vergne       | DS               | 107    |
| 06      | 16  | Sébastien Buemi        | Envision-Jaguar  | 105    |
| 07      | 7   | Maximilian Günther     | Maserati         | 101    |
| 08      | 10  | Sam Bird               | Jaguar           | 95     |
| 09      | 13  | António Félix da Costa | Porsche          | 93     |
| 10      | 17  | Norman Nato            | Nissan           | 63     |

### Constructeurs
| Positie | Team             | Punten |
| ------- | ---------------- | ------ |
| 01      | Envision-Jaguar  | 304    |
| 02      | Jaguar           | 292    |
| 03      | Andretti-Porsche | 252    |
| 04      | Porsche          | 242    |
| 05      | DS               | 163    |
| 06      | Maserati         | 140    |
| 07      | Nissan           | 95     |
| 08      | McLaren-Nissan   | 88     |
| 09      | NIO              | 42     |
| 10      | Mahindra         | 41     |